# Jorgos Perdikis
Jorgos Perdikis, gr. Γιώργος Περδίκης (ur. 23 marca 1962 w Nikozji) – cypryjski polityk i inżynier, deputowany, lider cypryjskiego ugrupowania zielonych.

## Życiorys
Z wykształcenia i zawodu inżynier, ukończył studia z zakresu inżynierii lądowej na Uniwersytecie Arystotelesa w Salonikach. W 1996 był jednym z założycieli cypryjskiej partii zielonych, działającej jako Ruch Ekologiczny i Środowiskowy (KOP). Od 2002 do 2009 i od 2013 faktycznie kierował nią jako sekretarz generalny. W 2014 objął w niej funkcję przewodniczącego (w 2017 formacja przekształciła się w KOSP). Kierował tym ugrupowaniem do 2020. Ponownie został jego liderem w 2023.
W 2001 po raz pierwszy uzyskał mandat posła do Izby Reprezentantów jako jedyny przedstawiciel swojego ugrupowania. W wyborach w 2006, 2011 i 2016 z powodzeniem ubiegał się o poselską reelekcję.